# S.Oliver
s.Oliver is een Duitse multinationale mode- en textielgroep, met hoofdzetel in Rottendorf nabij Würzburg. De volledige firmanaam is s.Oliver Bernd Freier GmbH & Co. KG.

## Geschiedenis
Bernd Freier (geboren in 1946) opende in 1969 in Würzburg zijn eerste kledingwinkel met herenmode van het merk sir Oliver. Hij ontleende die naam aan Oliver Twist, de roman van Charles Dickens. In 1975 kwam er een dameslijn bij. De naam werd in 1978 verkort tot s.Oliver. Er werden filialen geopend in heel Duitsland en later ook in andere landen, met name in Zwitserland, Oostenrijk en de Benelux-landen.
In 2001 kocht Bernd Freier de merkenrechten van het merk comma, dat in 1973 in Düsseldorf was opgericht. In de volgende jaren breidde s.Oliver verder uit, ook buiten Europa, onder meer in India, Canada en Australië. In 2008 werd een nieuw hoofdkwartier in Rottendorf in gebruik genomen. In 2014 werd Liebeskind Berlin overgenomen. Liebeskind is een accessoiremerk, dat vooral bekend is om zijn handtassen.
In 2016 werd de s.Oliver Group omgevormd tot een overkoepelende holding van de diverse merken in de groep: s.Oliver, s.Oliver Black Label, Triangle, Q/S designed by, comma, comma casual identity en Liebeskind Berlin. Twee jaar later werd Bernd Freier opnieuw CEO van de groep. Hij nam de leiding weer over in 2018 nadat hij in 2014 was teruggetreden. De vorige CEO, Gernot Lenz, trad na minder dan een jaar af.
Freier behoort als miljardair tot de rijkste Duitsers. Het tijdschrift Forbes raamde zijn vermogen in 2019 op 1,5 miljard dollar; in 2014 was dat nog 2,5 miljard dollar.
Volgens de website van het bedrijf waren er anno 2019 6.600 medewerkers en 9.300 verkooppunten wereldwijd. In Nederland had het bedrijf in 2021 ca. 170 medewerkers; in België ca. 60.

## Sponsoring
s.Oliver is naamsponsor van het professionele basketbalteam s.Oliver Würzburg, dat in de Basketball Bundesliga speelt. Thuiswedstrijden worden gespeeld in de s.Oliver Arena in Würzburg.
In 2014 werd s.Oliver ook de kledingsponsor van bokser Volodymyr Klytsjko.